# 名古屋市立清水小学校
名古屋市立清水小学校（なごやしりつ しみずしょうがっこう）は、愛知県名古屋市北区清水にある公立小学校である。
六郷小学校、城北小学校、楠小学校とともに、北区における近代教育の源流となった。

## 歴史
日本の近代教育制度上の教育機関として小学校が各地に設置されるのに先立ち、愛知県においては暫定的な施設として「義校」という形式で初等教育を行う方針を定めた。これに応じて、春日井郡杉村の久国寺境内において、1872年（明治5年）に「杉村仮義校」と称する学校が設置されることとなった。これを名古屋市立清水小学校の始まりとして扱っている。建物は座禅堂の南にあったものを利用したという。また同寺の境内には初代校長であった井出珠雄を記念する「井出先生頌徳之碑」が残されているという。
翌年1月には名称を「第七義校」と改めている。学制が成立すると、同制度上の学校として改組されることとなり、愛知県第1中学区第71番小学含章学校（のち改番され、第1中学区第17番小学含章学校）となった。校名にある「含章」は経書に由来する。また、同時に久国寺の西側への移転を行っている。通学区域として、学校が所在する春日井郡杉村と隣接する名古屋区清水町が設定された。
1876年（明治9年）には学区改編に伴い、学校名称を地名などから命名する方針となり、ここに「清水」の名がはじめて登場することとなる。
太平洋戦争の戦況が悪化すると、各地の国民学校において集団疎開が実施されるようになった。清水国民学校では1944年（昭和19年）8月10日、470人の児童が岐阜県不破郡赤坂町（現大垣市）の法泉寺・修善寺・天清院・東光寺・正福寺・妙法寺・正安寺・公会堂に分かれて疎開を行うこととなった。疎開中の1945年（昭和20年）5月14日には空襲により、学校を全焼する憂き目に遭っている。
校舎を失ったために授業は、辛くも焼け残った杉村小学校校舎の一部を借りたり、神明八幡合祀社社務所・診療所（旧清水幼稚園）・旧城北練兵場兵舎といった建物に分散して行われることとなった。疎開児童も1945年（昭和20年）11月には引き揚げている。翌年8月になってバラック（仮校舎）が建ち、従来の校地に復した。
戦災復興に関して清水小学校の付近は戦災復興土地区画整理事業北第1工区に含まれることとなり、事業の終結により校地の拡張を果たしている。従来の住所は金作町4丁目16であったものが、換地処分により清水五丁目3番1号へと変更された。

### 沿革
- 1872年（明治5年）9月10日 - 杉村の久国寺に杉村仮義校として創立[1]。
- 1873年（明治6年）1月 - 第七義校に改称[1]。
- 1873年（明治6年）5月 - 学制施行により第二大学区第一中学区に所属[5]。第71番小学含章学校に改称[5]。
- 1874年（明治7年） - 第17番小学含章学校に改称[5]。
- 1876年（明治9年）8月21日 -（明治9年5月8日愛知県布達第96号）第17番小学清水学校に改称[5]。
- 1879年（明治12年） - 春日井郡第3番小学清水学校に改称。
- 1883年（明治16年）1月24日 -（愛知県布達乙第7号）西春日井郡第3学区公立小学清水学校に改称
- 1885年（明治18年） - 杉学校を併合。
- 1887年（明治20年）3月5日 - 小学校令施行により、西春日井郡第13学区尋常小学清水学校に改称[12]。
- 1892年（明治25年）6月1日 - 小学校令改正により、西春日井郡清水町杉村組合金城村立清水尋常小学校に改称。
- 1901年（明治34年）7月2日 - 金城尋常小学校を分離[13]。
- 1921年（大正10年）8月22日 - 清水町・杉村が名古屋市へ編入され、名古屋市立清水尋常高等小学校となる。
- 1927年（昭和2年）10月5日 - 杉村尋常小学校を分離。
- 1937年（昭和12年）3月31日 - 高等科を廃止して清水尋常小学校となる。
- 1941年（昭和16年）4月1日 - 名古屋市清水国民学校となる。
- 1944年（昭和19年）8月10日 - 岐阜県不破郡赤坂町へ集団疎開。
- 1945年（昭和20年）5月14日 - 名古屋大空襲により校舎焼失。疎開先の寺院も焼失したが児童は無事だった。
- 1947年（昭和22年）4月1日 - 学校教育法施行により名古屋市立清水小学校に改称。
- 1955年（昭和30年）10月1日 - 校舎の一部を焼失する[14]。放火の疑いがある[14]。
- 1962年（昭和37年）9月10日 - 校歌（作詞・巽聖歌、作曲・中田喜直）制定。

### 歴代校長
年は着任年を示す
- 2015年（平成27年） - 日野正行[新聞 1]

### 児童数の変遷
『愛知県小中学校誌』（1998年）によると、児童数の変遷は以下の通りである。
| 1947年（昭和22年） | 986人   |  |
| 1957年（昭和32年） | 1,618人 |  |
| 1967年（昭和42年） | 1,063人 |  |
| 1977年（昭和52年） | 1,656人 |  |
| 1987年（昭和62年） | 966人   |  |
| 1997年（平成9年）  | 637人   |  |

## 交通アクセス
- 名古屋市営地下鉄名城線 黒川駅 1番出口より南へ700m
- 名鉄瀬戸線 清水駅 北へ600m
- 名古屋市営バス（幹栄1・黒川12・北巡回）清水小学校停留所すぐ

## 学区
清水学区は名城公園東側の地域で、金城・東志賀・大杉・山吹・名城・城西の6学区と接している。清水小学校は学区の北東に位置しており、学区内の大部分の地域から道程1.5km以内で到達できる。
清水学区と大杉学区が、名古屋市立八王子中学校の学区となる。
設立当初の学区は前述の通り、春日井郡杉村と名古屋市清水町であった。杉村は北区杉村・杉村町・杉栄町・中杉町・西杉町・大杉・大杉町・東大杉町・豆園町・城東町・生駒町・水切町・長田町・清水、清水町は北区清水二丁目・東区白壁二丁目・白壁三丁目に相当する地域であるという。1887年（明治20年）頃には、それに西春日井郡金城村が加わっている。
金城村には1901年（明治34年）に金城尋常小学校（現名古屋市立金城小学校）が設置されたため、このとき学区から除かれた。また人口の増加に伴い、1927年（昭和2年）に杉村尋常小学校が、1935年（昭和10年）に大杉尋常小学校がそれぞれ開校したため、学区を分けている。

## 著名な出身者
- 戸田恵子
- すぎやまこういち

#### 新聞
1. ↑  “名古屋市の教職員異動 校長・園長” (日本語). 中日新聞朝刊市民版・なごや東版:  p. 1. (2015年3月29日)

#### 文献
1. 1 2 3  宮田幸治 1994, p. 271.
2. ↑  北区役所教育課 1964, p. 44.
3. 1 2 3  北区役所教育課 1964, p. 45.
4. 1 2  北区役所教育課 1964, p. 71.
5. 1 2 3 4 5 6 7 8 9 10  宮田幸治 1994, p. 273.
6. ↑  伊藤豊 1994, p. 402.
7. ↑  伊藤豊 1994, p. 410.
8. ↑  贄博光 1994, p. 429.
9. 1 2  贄博光 1994, p. 430.
10. ↑  西淵茂男 1994, p. 430.
11. ↑  北区役所教育課 1964, p. 46.
12. 1 2  宮田幸治 1994, p. 277.
13. 1 2  宮田幸治 1994, p. 282.
14. 1 2  北区役所教育課 1964, p. 174.
15. ↑  六三制教育五十周年記念愛知県小中学校誌編集委員会 1998, p. 289.
16. ↑  平凡社地方資料センター 1981, p. 110.
17. ↑  平凡社地方資料センター 1981, p. 109.
18. ↑  藤好幾久雄 1994, p. 360.